# Mladenovac
Mladenovac è un comune della Serbia componente la città di Belgrado. Vi è nato il fumettista e illustratore Vujadin Radovanović.